# Distretto di Szamotuły
Il distretto di Szamotuły (in polacco powiat szamotulski) è un distretto polacco appartenente al voivodato della Grande Polonia.

## Geografia antropica

### Suddivisioni amministrative
Il distretto comprende 7 comuni.
- Comuni urbani: Obrzycko
- Comuni urbano-rurali: Ostroróg, Pniewy, Szamotuły, Wronki
- Comuni rurali: Duszniki, Kaźmierz, Obrzycko